# Haplophyllum eugenii-korovinii
Haplophyllum eugenii-korovinii är en vinruteväxtart som beskrevs av Pavl.. Haplophyllum eugenii-korovinii ingår i släktet Haplophyllum och familjen vinruteväxter. Inga underarter finns listade i Catalogue of Life.